# Lamyctes emarginatus
Lamyctes emarginatus – gatunek parecznika z rzędu drewniakokształtnych i rodziny Henicopidae.

## Taksonomia
Gatunek ten opisany został po raz pierwszy w 1844 roku przez George’a Newporta jako Lithobius emarginatus. Miejsce typowe znajduje się na Nowej Zelandii.

## Morfologia
Parecznik o ciele osiągającym od 8 do 10,2 mm długości ciała. Ubarwiony jest brązowo, niekiedy z przyciemnionymi: przodem i tyłem ciała oraz okolicami oczu. Głowę ma tak szeroką jak pierwszy tergit tułowia. Paciorkowate czułki zbudowane są z 25 członów, z których dwa najbardziej nasadowe są wyraźnie większe od pozostałych. Wierzchołkowe człony czułków są od 2,3 do 2,7 raza dłuższe niż szerokie. Występuje tylko jedna para dużych, jasnych oczu prostych, umieszczonych po bokach głowy. Narząd Tömösváry’ego ma średnicę znacznie mniejszą niż oko proste i jest wskutek tego słabo dostrzegalny. Coxosternum ma szerokie nacięcie środkowe, dwie pary ostrych zębów po jego bokach i tępe lub ostre porodontów umieszczone w rozszerzonych kątach. Tergity pozbawione są wyrostków tylno-bocznych. Odnóża par od pierwszej do dwunastej mają jednoczłonowe, a pary czternastej i piętnastej dwuczłonowe stopy. Wszystkie pary odnóży zaopatrzone są w pazurki dodatkowe. Pary odnóży od dwunastej do piętnastej mają przy biodrach 2 lub 3 pory koksalne. Gonopody samicy mają po dwie lancetowate ostrogi i pojedyncze pazurki.

## Ekologia i występowanie
Gatunek rozprzestrzeniony w wielu regionach świata. W Europie znany jest z Islandii, Irlandii, Wielkiej Brytanii, Francji, Holandii, Austrii, Szwecji, Polski, Węgier, Włoch, Rumunii i europejskiej części Rosji. W Azji znany jest z Turcji i wschodnich okolic Uralu. Na terenie Afryki podawany jest z Maroka, Wysp Kanaryjskich i Azorów. Ponadto wykazany został z Grenlandii, Australii (Tasmanii), Nowej Zelandii, Nowej Kaledonii, Hawajów i Galapagos.
Populacje europejskie rozmnażają się  partenogenetycznie.